# Sierra de Líjar

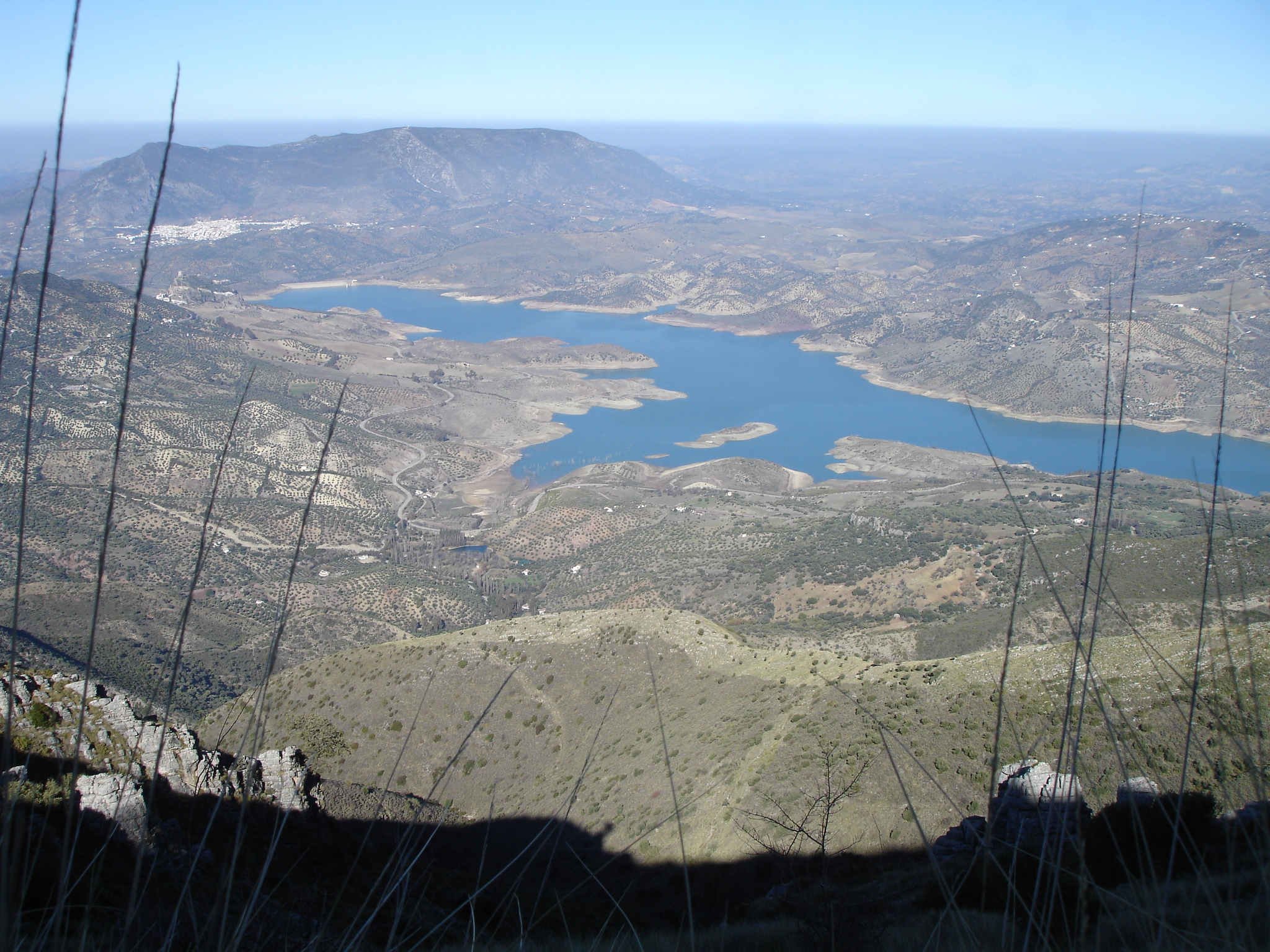
Algodonales, Sierra de Líjar y embalse de Zahara desde el Cerro Coros.

La Sierra de Líjar es una sierra constituida por rocas predominantemente calizas de edad Jurásica. Esta sierra se extiende en dirección NE-SW y se localiza al N de la provincia de Cádiz situada entre los términos de Algodonales y Olvera, tiene 1.041 metros y es vértice geodésico de primer orden.
En la ladera opuesta se ubica la aldea de La Muela perteneciente al término municipal de Algodonales.

## Actividades
Es zona común de vuelo en parapente.

## Conservación
En el año 1985 ardió parte de la sierra, pero actualmente está prácticamente recuperada